# Sasajila
Sasajila (auch Sasajira) ist ein Verwaltungsbezirk (englisch Ward) des Distrikts Manyoni in der tansanischen Region Singida.

## Geografie
Sasajila ist ein Bezirk im nördlichen Zentralteil von Tansania etwa 25 Kilometer Luftlinie südöstlich der Distrikthauptstadt Manyoni. Bei der Volkszählung 2022 lebten 11.189 Menschen in 2349 Haushalten auf einer Fläche von 213 Quadratkilometern.
Der Bezirk grenzt im Westen an den Distrikt Itigi und sonst an vier Bezirke des Distrikts Manyoni:
| Solya       |                                             | Chikuyu |
| Idodyandole | Kompassrose, die auf Nachbargemeinden zeigt | Majiri  |
|             | Chikola                                     |         |

## Gliederung
Der Bezirk besteht aus drei Gemeinden (swahili Mtaa) mit 15 Orten (Kitongoji):
| Sasajila - Chiwondo - Weza - Chikuyu - Wezabii - Msechee | Makasuku - Mayanga - Nchindi - Chisongo - Makwasa - Ilala - Mtovinda | Chibumagwa - Mwongozo - Kigamboni - Chikombo - Msachile |

## Infrastruktur
- Bildung: Die Sasajila Secondary School ist eine staatliche weiterführende Schule mit einer Ausbildung bis zur 4. Stufe.[7]
- Gesundheit: In der Gemeinde Chibumagwa liegt ein staatliches Gesundheitszentrum,[8] in Makasuku eine staatliche Apotheke.[9]